# Imuris
Imuris é um município do estado de Sonora, no México.